# الكسندر وليامز جونيور
الكسندر وليامز جونيور (بالإنجليزية: Alexander Williams, Jr.)‏ هو قاضي ومحامي أمريكي، ولد في 1948 في واشنطن العاصمة في الولايات المتحدة.